# Annisquam Bridge
Die Annisquam Bridge (alternativ Wood Pile Bridge) ist eine Jochbrücke im Bundesstaat Massachusetts der Vereinigten Staaten, die den auf einer Halbinsel gelegenen Stadtteil Gloucesters Annisquam Village mit dem Festland des Cape Ann verbindet. Sie ist lediglich für Anwohner zugänglich und führt die Bridgewater Street über die Bucht Lobster Cove. Die Annisquam Bridge ist seit dem 23. Juni 1983 als Konstruktion im National Register of Historic Places verzeichnet.
Die insgesamt 440,5 ft (134,3 m) lange Brücke besteht vollständig aus Holz und ruht auf 29 Pfahljochen, die jeweils aus vier einzelnen Pfählen bestehen und in einem Abstand von 15 ft (4,6 m) angeordnet sind. Aufgrund erheblicher Witterungseinflüsse unterliegt die Brücke einem fortwährenden Zwang zu Reparaturen und Instandhaltungsmaßnahmen, entspricht jedoch in ihrem Aussehen im Wesentlichen dem Ursprungszustand ihrer Errichtung im Jahr 1861. 1947 wurde ein Teilstück, das bis dahin als handbetriebene Zugbrücke diente, entfernt und durch eine starre Konstruktion ersetzt.

## Historische Bedeutung
In der Mitte des 18. Jahrhunderts entwickelte sich Annisquam zu einem wichtigen Fischerei- und Industriehafen, der jedoch von Gloucester aus nur über die weit nördlich gelegene Landverbindung und damit nur sehr umständlich zu erreichen war. In den 1830er Jahren wurde daher eine erste Brücke über die Bucht errichtet, was schnell zu einem weiteren Wachstum von Annisquam führte. 1842 bewilligte der Bundesstaat daher eine neue Brücke, die nun quer über die Bucht führen sollte. Diese wurde jedoch erst 1847 tatsächlich gebaut und reichte vom Südosten bis zum Nordwesten der Bucht und machte dadurch einen Umweg von 2 mi (3,2 km) überflüssig.
Zur Erhaltung der Brücke wurde eine Maut erhoben, die von allen Benutzern gezahlt werden musste. Mit dem Anstieg der Nutzung des Hafens von Gloucester sank Mitte des 19. Jahrhunderts jedoch die kommerzielle Bedeutung von Annisquam, sodass die Brücke 12 Jahre nach ihrer Errichtung nicht mehr wirtschaftlich zu betreiben war. Sie wurde daher 1861 für 2587 US-Dollar (heute ca. 82.000 Dollar) durch ihren heute noch existenten Nachfolger ersetzt.
Ende des 19. Jahrhunderts war Annisquam Village zu einer Wohnkolonie geworden, die im Wesentlichen als Sommerfrische genutzt wurde. Die Einwohner nutzten die Brücke jedoch weiterhin, um Straßenbahnen und Busse zu erreichen, die am östlichen Ende der Brücke auf dem Festland hielten. Durch zunehmende Versandung der Bucht konnten größere Schiffe die inneren Bereiche nicht mehr anlaufen, weshalb auch im Hinblick auf die Einsparung der erheblichen Wartungs- und Instandhaltungskosten der nicht mehr benötigte, als Zugbrücke ausgeführte Teil 1947 entfernt wurde.
In den folgenden Jahren verfiel die Brücke aufgrund mangelnder Wartung und erheblicher Witterungseinflüsse durch Salzwasser und winterliche Vereisung zusehends und musste daher 1961 für den Verkehr gesperrt werden. Da keine staatlichen Mittel zur Verfügung gestellt werden konnten, wurden Sanierungspläne 1965 verworfen. Heute steht die Brücke daher lediglich Fußgängern und Fahrradfahrern zur Verfügung, ist aber nach wie vor bedeutsam für die Einwohner.
Im gesamten Bundesstaat Massachusetts gibt es mit einem Bauwerk in Duxbury nur noch eine einzige weitere Jochbrücke mit vergleichbarer Länge.